# Sophie Adlersparre
Carin Sophie Adlersparre, de soltera Leijonhufvud (Helgerum, Västrum, comtat de Kalmar, 6 de juliol de 1823 – Ström, 27 de juny de 1895), va ser una de les pioneres sueques del moviment pels drets de les dones del segle xix a Suècia. Va ser la fundadora i editora de la primera revista per a dones publicada a Escandinàvia, Revista per a la llar (Tidskrift för hemmet), entre els anys 1859 i 1885; cofundadora de l'Associació d'Amics de l'Artesania (Handarbetets vänner) entre els anys 1874 i 1887 i fundadora de l'Associació Fredrika Bremer (Fredrika-Bremer-förbundet) el 1884, a més de ser una de les dues primeres dones a ser membre d'un comitè estatal a Suècia, el 1885. També és coneguda pel pseudònim "Esselde".

## Biografia
Sophie Adlersparre era filla del matrimoni format pel tinent coronel i baró Erik Gabriel Knutsson Leijonhufvud i Sofie Emerentia Hoppenstedt. Va rebre una educació privada a casa i va passar dos anys en una escola d'elit, la Bjurströmska pensionen, a Estocolm. El 1869 va contreure matrimoni amb el noble i comandant Axel Adlersparre (1812–1879) i es va convertir en la madrastra dels seus cinc fills. Es considera que el seu marit va ser un suport en el treball d'Adlersparre per la reforma social.
Sophie Adlersparre va ser admiradora de l'autora feminista Fredrika Bremer i es va implicar en el moviment per la seva amistat amb Rosalie Ross, que havia tornat a Suècia el 1857 amb interès pels drets de les dones, després de passar diversos anys als Estats Units. Durant aquesta època va existir a Suècia un debat públic sobre els drets de les dones provocat per la novel·la de 1856 Hertha, de Fredrika Bremer. El debat va conduir a l'abolició de la tutela de les no casades i a la concessió de majoria legal a les dones (1858–1863), a més de la creació del primer col·legi estatal per a dones, el Seminari Reial Avançat de Professores (Hungliga Högre Lärarinneseminariet), el 1861.

### Tidskrift för hemmet
El 1859 Sophie Adlersparre i Rosalie Roos van fundar la Revista per a la llar (Tidskrift för hemmet), la primera revista per a dones a Escandinàvia, amb l'ajuda financera de Fredrika Limnell, propietària d'un saló literari. Va ser la primera plataforma regular per al debat sobre els drets de les dones, els rols de gènere i el feminisme a Suècia, i va resultar un èxit immediat. Adlersparre i Ross van compartir el lloc d'editores en cap fins a 1868, any en el qual Ross es va retirar. Com a periodista, Adlersparre va guanyar fama amb el seu àlies "Esselde". El 1886, Tidskrift för hemmet va ser cancel·lada i reemplaçada per una nova revista del mateix gènere, Dagny. Adlersparre va treballar-hi com a editora en cap des de 1886 fins a 1888, encara que hi va continuar col·laborant fins a 1894.

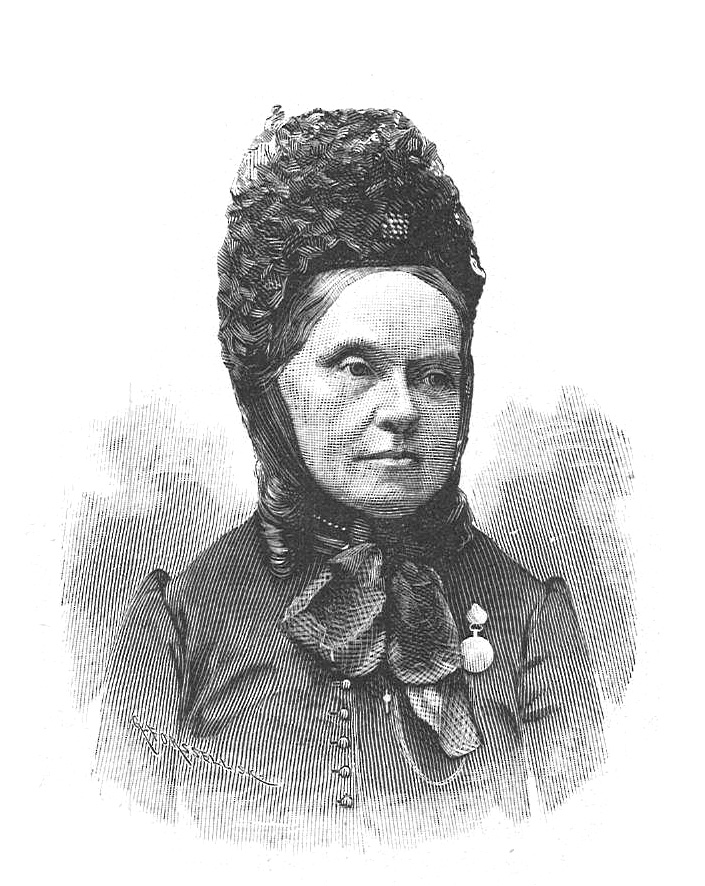
Sophie Adlersparre

### Feminisme
Sophie Adlersparre no es va centrar en el sufragi femení, encara que el 1862 les dones van aconseguir el vot municipal a Suècia. El principal objectiu d'Adlersparre i l'activisme social mostrat en la seva revista va ser l'accés de les dones a l'educació i a l'ocupació, la qual cosa els permetria una independència financera. Com ella mateixa va declarar: «Les dones necessiten treball, i el treball necessita les dones».
El 1862 va començar a organitzar classes nocturnes per a dones, per preparar-les com a professionals. El 1863 va fundar una agència de secretàries que més tard es convertiria en una reeixida agència d'ocupació. El 1864, inspirada per la seva futura cunyada, Sofia Adlersparre, va sol·licitar al parlament suec que permetés a les dones estudiar en la Reial Acadèmia Sueca de les Arts amb les mateixes condicions que els homes. La demanda de Sophie Adlersparre va portar a un debat al parlament i, finalment, el 1864, a la reforma que faria realitat la sol·licitud.
El 1866 va cofundar la Sala de Lectura d'Estocolm (Stockholms läsesalong), que es convertiria en una biblioteca per a dones i que va treballar per augmentar l'accés de les dones a l'educació i l'ocupació. La meta d'Adlersparre amb aquest tipus de biblioteques va ser «la continuació de l'autoaprenentatge i una visió més gran i més àmplia de la vida».
El seu interès per l'educació de les dones no estava motivat únicament pel seu desig de veure les dones actives professionalment, sinó també perquè fossin actives en la societat. En les seves pròpies paraules: «Com més desitgem i més esperem de la participació femenina en la reforma de la societat, més important és que aquest treball estigui ben preparat». Durant aquesta època s'introduirien moltes reformes per a l'educació de les dones. Després de la reforma del Comitè d'Escoles per a Noies de 1866 (Flickskolekommittén 1866), es va concedir l'accés a les dones a l'educació universitària (1870-1873) i l'estat va començar a prestar ajudes a les escoles d'educació secundària per a dones (1874). Entre els anys 1885 i 1887 Adlersparre va ser membre del Flickskolekommittén de 1885, i designada pel govern per a la recerca i el suggeriment de reformes per al sistema educatiu femení. Aquest seria el primer comitè estatal a Suècia a comptar amb dues dones com a membres: Sophie Adlersparre i Hilda Caselli.

### Altres treballs
Entre els anys 1864 i 1865 Adlersparre va participar en la fundació de la Creu Roja de Suècia.
El 1874 va fundar, al costat d'Hanna Winge, l'Associació d'Amics de l'Artesania (Handarbetets vänner), i va exercir-hi com a presidenta fins a l'any 1887. El propòsit d'aquesta organització era augmentar la qualitat i, per tant, l'estatus del treball artesà de les dones, que en aquella època era una font d'ingressos molt important per a les dones autònomes.
Sophie Adlersparre es va involucrar en l'escena literària del país. Admirava Victoria Benedictsson i va aportar suport financer a Selma Lagerlöf. Durant els últims anys de la seva vida, va treballar en una biografia de Fredrika Bremer, que no seria capaç d'acabar.

### Associació Fredrika Bremer
Sophie Adlersparre és possiblement més coneguda per ser la fundadora el 1884 de l'Associació Fredrika Bremer (Fredrika-Bremer-Förbundet, les seves sigles en suec: FBF), la primera organització pels drets de les dones a Suècia, i que porta el nom de l'autora feminista Fredrika Bremer. Formalment va ser Hans Hildebrand, defensor dels drets de les dones, qui va ser nomenat president oficial de la FBF, ja que Adlersparre opinava que l'associació seria presa més seriosament si estava dirigida per un home. No obstant això, va ser Adlersparre la que va exercir-hi com a presidenta de facto fins a la seva mort el 1895, i Agda Montelius seria la seva successora. Adlersparre creia que era important que els homes formessin part de la lluita per la igualtat i, al costat de dones com Ellen Anckarsvärd, successora d'Adlersparre en el moviment pels drets de les dones; Ellen Fries, Gertrud Adelborg i Fredrika Limnell van donar la benvinguda a l'associació a homes com Hans Hildebrand i Gustav Sjöberg. El propòsit de l'organització era «treballar per un progrés saludable i tranquil en l'elevació de les dones a nivell moral i intel·lectual, així com social i econòmic». Una de les funcions del FBF era oferir beques, organitzades per Mathilda Silow.

### Reconeixements
Sophie Adlersparre va rebre la medalla Illis Quorum Meruere Labores el 1895 per les seves contribucions a la societat sueca.